# Ampelisca serraticaudata
Ampelisca serraticaudata is een vlokreeftensoort uit de familie van de Ampeliscidae. De wetenschappelijke naam van de soort is voor het eerst geldig gepubliceerd in 1888 door Chevreux.